# Allgemeine Gesellschaft der Schweizerischen Uhrenindustrie AG

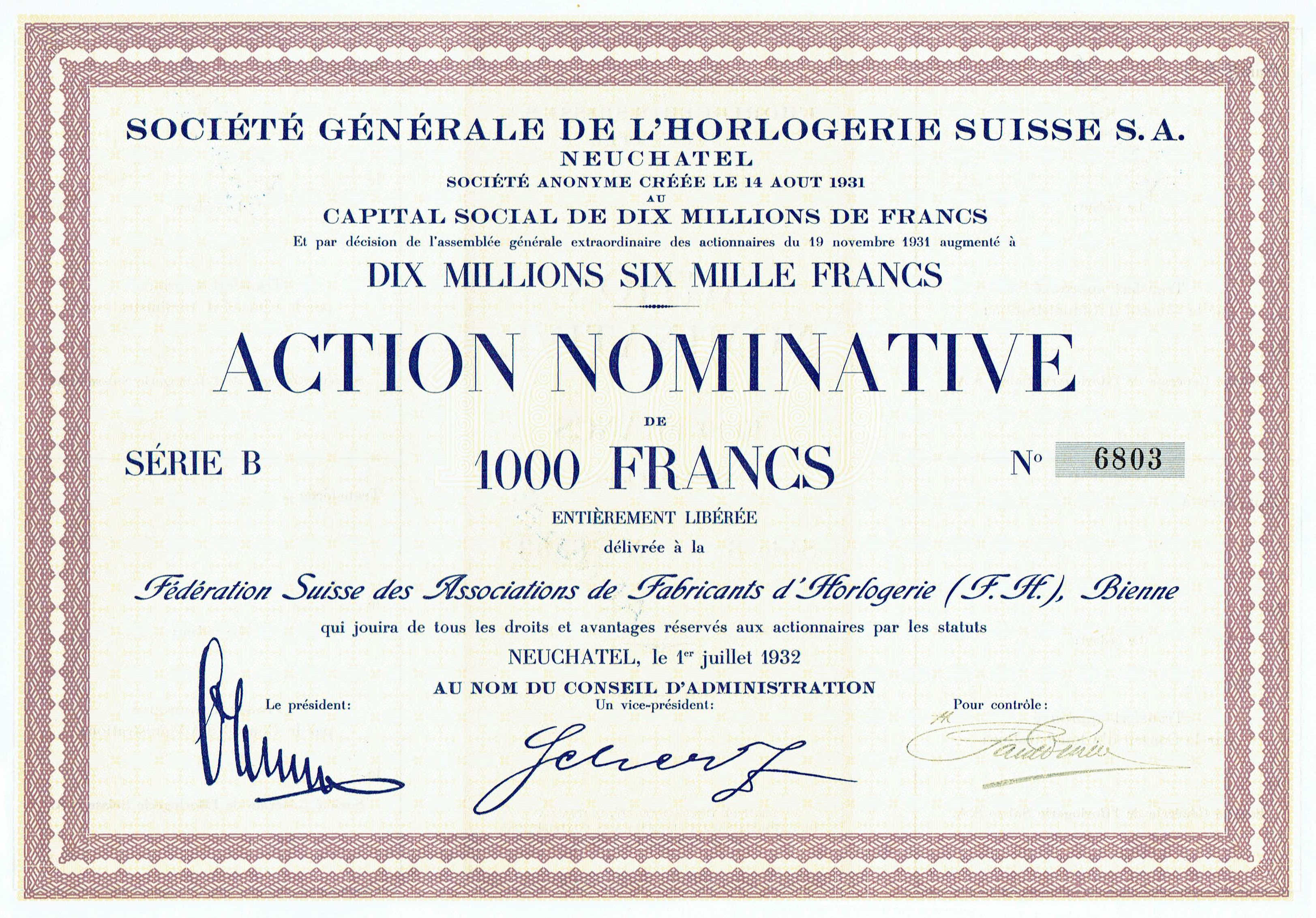
Action de la Soc. Générale de l'Horlogerie Suisse SA en date du 1 juillet 1932

L'Allgemeine Schweizerische Uhrenindustrie AG (ASUAG ; en français Société Générale de l'Horlogerie Suisse SA) est une ancienne holding de fabricants pour l'horlogerie suisse. Fondée en 1931 afin de résister aux crises qui menaçaient le marché horloger, elle comprenait des fabricants d'ébauches, des fabricants d'assortiments et des fabricants de montres. Pour des raisons de simplification, toutes les marques de montre de ce groupement était réunies dans la Global Watch Company (GWC).

## Le groupement
L'ASUAG regroupait :
- Ébauches SA

- Les Fabriques d'Assortiments Réunies SA
- Les Fabriques des Balanciers Réunies SA
- La Société des Fabriques des Spiraux Réunies SA

- la General Watch Co. (GWC) composée en 1970 des marques et sociétés d'établisseurs :
  - A. Reymond SA (Arsa, Damas and Hoga)
  - Atlantic SA
  - Certina
  - Diantus
  - Edox
  - Endura
  - Eterna
  - Hamilton
  - Longines
  - Microma
  - Mido
  - Oris
  - Rado
  - Roamer
  - Rotary
  - Technos

En 1983, la holding ASUAG fusionne avec la holding Société suisse pour l’industrie horlogère (SSIH), un autre grand groupe horloger suisse, pour former la nouvelle holding Société de microélectronique et d'horlogerie (SMH), aujourd’hui rebaptisée Swatch Group.